# Kolk (Rotterdam)

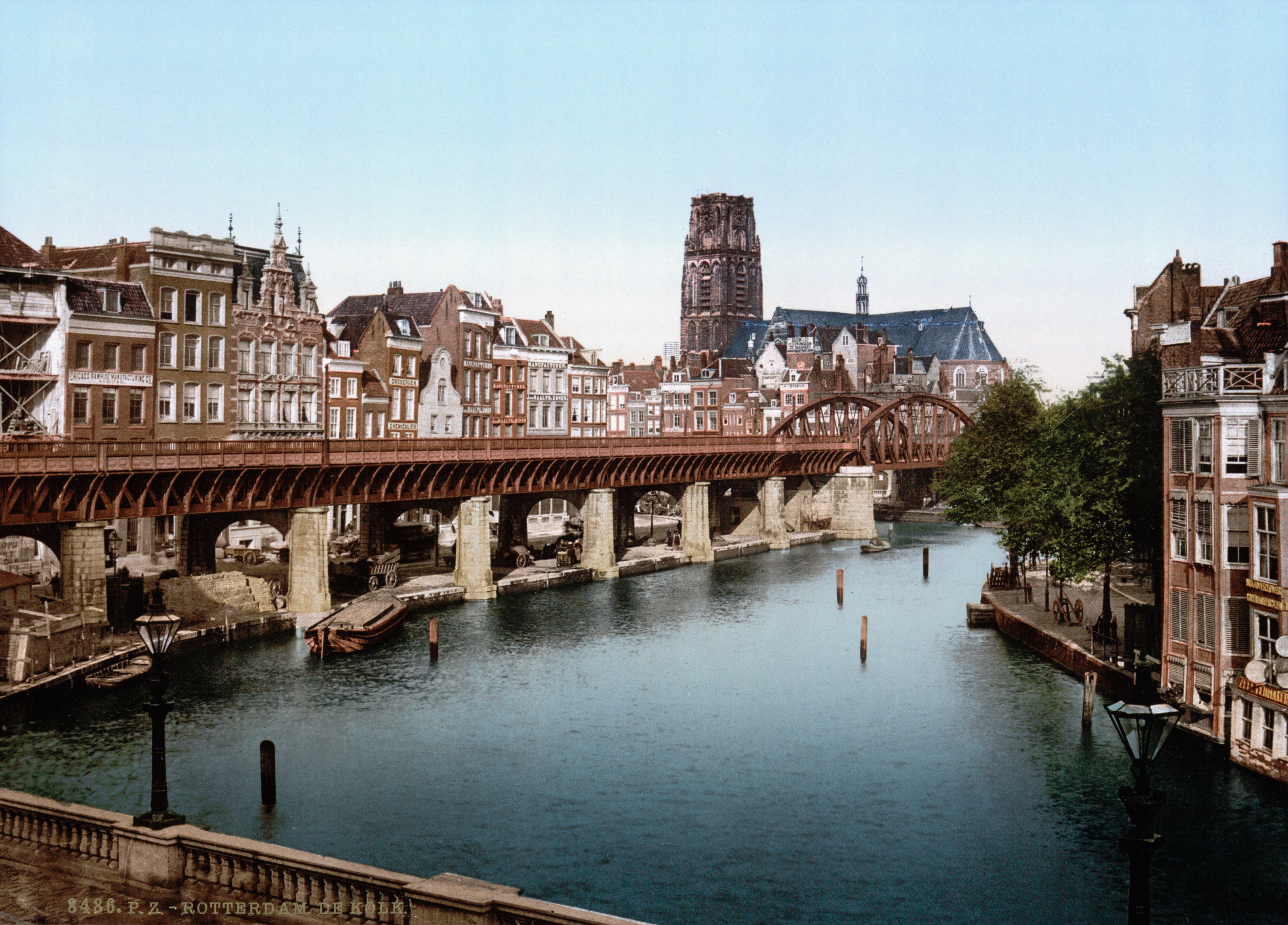
De Kolk (ca. 1900)

De Kolk in het centrum van Rotterdam is een trap, die de verbinding vomt tussen de Binnenrotte en de kubuswoningen in het Blaakse Bos boven de Blaak.
In het verlengde van de Kolk ligt de Mosseltrap. De bescheiden rol die de Kolk in het hedendaagse verkeer speelt, staat in schril contrast tot zijn grote betekenis als spil in het hart van de drukke stad vanaf haar vroegste geschiedenis.

## Heden
De huidige Kolk is alleen toegankelijk voor voetgangers. De woonflat Het Potlood, de kubuswoningen en de voetgangersbrug over de Blaak heen inclusief de trappen ernaartoe werden tussen 1982 en 1984 gebouwd naar een ontwerp van architect Piet Blom. Tussen de schaarse maar weelderige achtertuinen door slingert een voetpad met de naam Rijstuin.

## Kolk (water)
De kaarsrechte Hoogstraat werd vanaf 1270 over deze dam aangelegd ter bescherming tegen de zee en de Maas. De oudste naam van de Hoogstraat is de Middendam, het geheel vormde een onderdeel van Schielands Hoge Zeedijk. Het gebied aan de zuidkant evenwijdig aan de dam kreeg allengs de naam Het Steiger naar de steiger waaraan men moest wachten voor men de Rotte op kon varen. In 1358 werd een begin gemaakt met de zuidelijke stadsvest in de Blaak. Het Oost- en Westnieuwland werden de ingepolderde tussenlanden, gescheiden door de Kolk. In 1557 werd vanaf de Hoogstraat een overbrugging naar het Westnieuwland gebouwd, ten behoeve van een Grote Markt. De markt werd later ook wel de Erasmusmarkt genoemd ter onderscheiding van de iets zuidelijker gelegen Vischmarkt.
Na de 16e eeuw werd De Blaeck de grote haven in het hart van de stad, en vormde de Kolk in het oosten de verbinding naar de Hoogstraat en de Grote Markt. In het verlengde van de Kolk lag de Oude Haven, waar de eerste steiger werd gesignaleerd in 1351. De kade aan de oostzijde van de Kolk heette de Open Rijstuin, en om de hoek de Toe-Rijstuin nabij de brug van het Oost- naar het Westnieuwland. Hier bracht in de 18e eeuw Kaat Mossel haar waren aan de man. Van hier leidde de Mosseltrap naar de Spaansekade aan de oostelijke zijde van de Oude Haven.
Op de kaart van Rotterdam in het Toonneel der Steden uit 1652 van Joan Blaeu is de Kolk het enige grote oppervlaktewater waar geen naam in geschreven staat.
|                                                      |                              |                                    |
| De Kolk in 1626, Balthasar Florisz. van Berckenrode. | De Kolk in 1652, Joan Blaeu. | De Kolk in 1690, Frederick de Wit. |

De eerste Koopmansbeurs, in 1635 gebouwd aan de Vischmarkt maar later omgedoopt tot Beursplein, keek uit op de Kolk. Voor de bouw van het Luchtspoor werd het imposante gebouw van de Korenbeurs gesloopt, en voor het nieuwe centraal station Beurs werd omstreeks 1875 een zuidelijk deel van de Kolk zelf gedempt. De pijlers van het spoorwegviaduct stonden in het water van de Kolk. Waar thans Theatercafé Plan C aan de Oude Haven aan ligt, was voor de Tweede Wereldoorlog een bedrijvengebouw Plan C waar schepen nog onderdoor konden varen op weg naar de Kolk.
De Kolk werd door de eeuwen veel geschilderd en later ook gefotografeerd. De huizen die tot in het water stonden, de bedrijvigheid, de vele schepen en de Laurenskerk aan de horizon boden een inspirerende omgeving.
Na 1940 werd de Kolk, vermoedelijk tegelijk met de Blaak, gedempt met het puin uit de verwoeste stad.
Admiraal de Ruyterweg ·
Admiraliteitskade ·
Aert van Nesstraat ·
Baan ·
Batavierenstraat ·
Beukelsdijk ·
Beursplein ·
Beurstraverse ·
Binnenweg ·
Binnenwegplein ·
Binnenrotte ·
Blaak ·
Boezemweg ·
Boompjes ·
Bosland ·
Botersloot ·
Burgemeester van Walsumweg ·
Churchillplein ·
Coolsingel ·
Coolvest ·
Eendrachtsplein ·
Eendrachtsweg ·
Geldersekade ·
Goudsesingel ·
's-Gravendijkwal ·
Haagseveer ·
Henegouwerlaan ·
Hofdijk ·
Hofplein ·
Hoogstraat ·
Jonker Fransstraat ·
Karel Doormanstraat ·
Kipstraat ·
Kolk ·
Koningin Emmaplein ·
Korte Hoogstraat ·
Kruiskade ·
Kruisplein ·
Leuvehoofd ·
Lijnbaan ·
Lombardkade ·
Maasboulevard ·
Mariniersweg ·
Mathenesserlaan ·
Mauritsweg ·
Meent ·
Museumpark ·
Oostmolenwerf ·
Oostplein ·
Oude Binnenweg ·
Parkkade ·
Parklaan ·
Pim Fortuynplaats ·
Plein 1940 ·
Pompenburg ·
Rochussenstraat ·
Saftlevenstraat ·
Schiedamsedijk ·
Schiedamse Vest ·
Schouwburgplein ·
Spaansekade ·
Stadhuisplein ·
Stationsplein ·
Stroveer ·
Van Oldenbarneveltstraat ·
Vasteland ·
Veerkade ·
Weena ·
Westblaak ·
Westerkade ·
West-Kruiskade ·
Westersingel ·
Westplein ·
Willemskade ·
Willemsplein ·
Witte de Withstraat